# Pedicularis hemsleyana
Pedicularis hemsleyana är en snyltrotsväxtart som beskrevs av David Prain. Pedicularis hemsleyana ingår i släktet spiror, och familjen snyltrotsväxter. Inga underarter finns listade i Catalogue of Life.